# Ballabio
Pour les articles homonymes, voir Ballabio (homonymie).
Ballabio est une commune italienne de la province de Lecco, en Lombardie.

## Administration
| Période                                  | Période  | Identité              | Étiquette                    | Qualité |
| ---------------------------------------- | -------- | --------------------- | ---------------------------- | ------- |
| 5 avril 2005                             | En cours | Luca Giuseppe Goretti | Progetto Città con Fassa per |         |
| Les données manquantes sont à compléter. |          |                       |                              |         |

### Hameaux
Balisio, Ballabio inferiore, Ballabio superiore, Rifugio Cavalletti, Piani Resinelli.

### Communes limitrophes
Abbadia Lariana, Cremeno, Lecco, Mandello del Lario, Morterone, Pasturo.

## Jumelages
- Hillion (France).